# 银柴
银柴（学名：Aporosa dioica），为大戟科银柴属下的一个植物种。